# Адель Нойгаузер
Адель Нойхаузер (нім. Adele Neuhauser; нар. 1959) — австрійська акторка театру і кіно, член Академії австрійського кіно.

## Біографія
Народилася 17 січня 1959 року в Афінах. У чотирирічному віці переїхала зі своєю сім'єю з Греції до Австрії, жили у Відні. Коли батьки розлучиличь, лишилася жити зі своїм грецьким татом Георгом. У віці десяти років вона порізала собі вени на зап'ясті, відтак тікала з сім'ї, скоїла ще кілька спроб самогубства.
Адель хотіла стати актрисою ще в юному віці. З 1976 по 1978 рік вона навчалася у Театральному училищі Крауса. У двадцять років переїхала у Німеччину і почала виступати на театральній сцені у Мюнстері, Ессені, Майнці та іноді у Відні. Одночасно знімалася у кіно і на телебаченні. У 2008 році Нойхаузер перенесла операцію на голосових зв'язках через набряк Рейнке і подальшого його ускладнення.

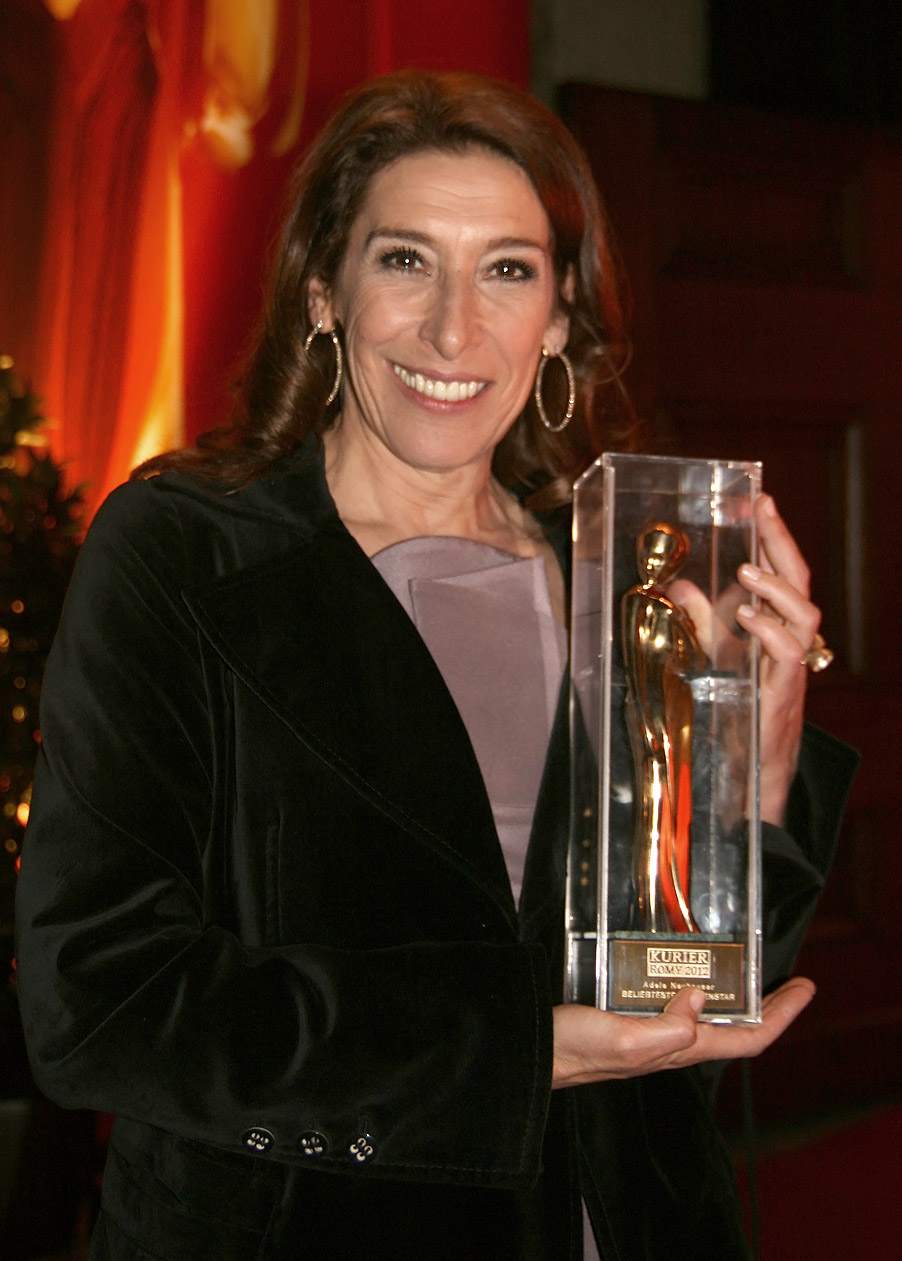
Адель Нойхаузер з премією ROMY 2012

З 2011 року по сьогоднішній день вона грає у телесеріалі «Tatort» на австрійському каналі ORF. З 2014 року також бере участь у літературно-музичній постановці «Die letzten ihrer Art» разом зі своїм сином, гітаристом Джуліаном Пайзсом.
Адель Нойхаузер також займається суспільною діяльністю: бере участь у допомозі дітям в організації Plan International Deutschland, членкинею опікунської ради котрої вона також є. У 2016 році разом з іншими учасниками «Tatort» брала участь у благодійній ювілейній кампанії асоціації Weißer Ring.
Удостоювалася ряду премій, кілька разів отримала Romy : в 2012, 2013 і 2014 роках — як найпопулярніша виконавиця серіалу; в 2016 та 2017 роках — як найпопулярніша актриса.

### Сім'я
Після розставання зі своїм чоловіком — актором і режисером, Адель Нойхаузер живе у Відні разом зі своїм сином Джуліаном Пайзсом (джазовий музикант, грає на гітарі, закінчив Університет музики і театру Граца).
Її бабуся і дідусь були художником і художницею: дідусь створив сграффіто в Будинку художників у Відні, бабуся працювала в Віденських майстернях. Її брат Peter Marquant теж пішов по їх стопах, ставши художником.